# Virgilio
Virgilio là một đô thị tại tỉnh Mantova trong vùng Lombardia của Italia, có vị trí cách khoảng 130 km về phía đông nam của Milano và khoảng 6 km về phía nam của Mantova. Tại thời điểm ngày 31 tháng 12 năm 2004, đô thị này có dân số 10.524 người và diện tích là 31,3 km².
Đô thị Virgilio có các frazioni (các đơn vị trực thuộc, chủ yếu là các làng) Cerese, Cappelletta, và Pietole.
Virgilio giáp các đô thị: Bagnolo San Vito, Borgoforte, Curtatone, Mantova.